# Elow'n
 (avril 2023).
La mise en forme du texte ne suit pas les recommandations de Wikipédia : il faut le « wikifier ».
Les points d'amélioration suivants sont les cas les plus fréquents. Le détail des points à revoir est peut-être précisé sur la page de discussion.
- Les titres sont pré-formatés par le logiciel. Ils ne sont ni en capitales, ni en gras.
- Le texte ne doit pas être écrit en capitales (les noms de famille non plus), ni en gras, ni en italique, ni en « petit »…
- Le gras n'est utilisé que pour surligner le titre de l'article dans l'introduction, une seule fois.
- L'italique est rarement utilisé : mots en langue étrangère, titres d'œuvres, noms de bateaux, etc.
- Les citations ne sont pas en italique mais en corps de texte normal. Elles sont entourées par des guillemets français : « et ».
- Les listes à puces sont à éviter, des paragraphes rédigés étant largement préférés. Les tableaux sont à réserver à la présentation de données structurées (résultats, etc.).
- Les appels de note de bas de page (petits chiffres en exposant, introduits par l'outil «  Source ») sont à placer entre la fin de phrase et le point final[comme ça].
- Les liens internes (vers d'autres articles de Wikipédia) sont à choisir avec parcimonie. Créez des liens vers des articles approfondissant le sujet. Les termes génériques sans rapport avec le sujet sont à éviter, ainsi que les répétitions de liens vers un même terme.
- Les liens externes sont à placer uniquement dans une section « Liens externes », à la fin de l'article. Ces liens sont à choisir avec parcimonie suivant les règles définies. Si un lien sert de source à l'article, son insertion dans le texte est à faire par les notes de bas de page.
- La présentation des références doit suivre les conventions bibliographiques. Il est recommandé d'utiliser les modèles {{Ouvrage}}, {{Chapitre}}, {{Article}}, {{Lien web}} et/ou {{Bibliographie}}. Le mode d'édition visuel peut mettre en forme automatiquement les références.
- Insérer une infobox (cadre d'informations à droite) n'est pas obligatoire pour parachever la mise en page.

Pour une aide détaillée, merci de consulter Aide:Wikification.
Si vous pensez que ces points ont été résolus, vous pouvez retirer ce bandeau et améliorer la mise en forme d'un autre article.
Elow'n, de son vrai nom, Brice N’wole, est un artiste rappeur ivoirien né le 5 décembre 1990 en Côte d’Ivoire. Elow’n est plus connu pour avoir inauguré une nouvelle vague de la scène rap ivoirienne, communément appelé « Rap Ivoire ». Il a fait partie du groupe Kiff No Beat, séparé depuis 2020.
L'artiste est considéré comme l'un des rappeurs les plus populaires de Côte d'Ivoire, avec des millions d'abonnés sur les réseaux sociaux. Sur Instagram, il compte 1,7 million d'abonnés, sur Facebook 1,1 million d'abonnés et sur sa chaîne YouTube, il a accumulé 207 000 abonnés et plus de 17 millions de vues.

## Biographie

### Enfance
Brice N'wole est né à Zokrodépié, sous-préfecture d’Issia dans l’ouest de la Côte d’Ivoire d'un père instituteur. Il est le cousin de Gnahoré Camille alias Black-K. Enfant, il passe ses vacances scolaires au village panafricain KI-YI à Abidjan chez son oncle Boni Gnahoré, l'une des figures de la musique ivoirienne. C’est au contact de ce milieu artistique qu’il développe ses compétences et son intérêt pour la musique.
Elow'n a passé toute son enfance à parcourir le pays en raison des affectations fréquentes de son père, du fait de sa fonction. Cette expérience lui a permis de rencontrer des personnes de diverses cultures et d'apprendre plusieurs langues locales ivoiriennes, telles que le Malinké, l’Appollo, l’Agni et le Baoulé. Après ses études secondaires, Elow'n obtient son baccalauréat en 2008 et s'inscrit à la faculté de philosophie. L'étude de la philosophie influence son quotidien et se manifeste dans sa création musicale.
En dehors de la musique, Elow'n est également un designer passionné et un tatoueur.

## Carrière
Un an après l'obtention de son baccalauréat, Elow'n forme son tout premier groupe, KNB, avec son cousin Black K[source secondaire souhaitée]. À l'origine, KNB signifiait Kamille et Brice, un acronyme formé à partir de leurs prénoms respectifs.
Peu de temps après, ils rencontrent Didi B, Joochar et El Jay et décident de les intégrer au groupe, qui devient ainsi Kiff No Beat. Au fil des ans, il devient artiste chanteur auteur-compositeur. En mémoire de son père décédé en 2006, il rend hommage en inversant son nom N’WOLE pour devenir Elow'n, le nom qu'il adopte comme nom de scène.
En 2010, avec son groupe, il remporte le prix du meilleur groupe de rap[source secondaire souhaitée] lors du plus grand concours de musique urbaine Faya Flow organisé par Orange Côte d'Ivoire et la JACH (Jeunesse Active de la Culture Hip-hop).
Après deux ans sur le campus de l'université d'Abidjan, Elow'n trouve sa voie et décide de se consacrer entièrement à la musique, faisant de cette passion son métier.
Le 7 février 2020, Elow'n lance Demain ya pas cours, son premier single en solo. 
Dans la nuit du dimanche 21 novembre 2021, lors des Awards de la Musique Africaine (AFRIMA), le rappeur remporte le trophée du Meilleur Parolier Africain de l'année,,.
Depuis 2021, il organise annuellement son festival dans sa ville d'origine à Aboisso.La Bia Festival accueille plus de 6 000 festivaliers dès sa première édition.
En mars 2023, il lance le premier single prévu pour son deuxième album et en profite pour annoncer son concert au Palais de la Culture d'Abidjan à l'été 2023. Le 10 novembre 2023, l'artiste sort son deuxième album intitule Goat composé de 4 titres[source secondaire souhaitée].
Le 17 novembre 2024, il fait son premier concert live au Palais de la culture de Treichville, après avoir entamé sa carrière solo en 2020.  
Dénommé « L’appel du rassemblement de Mohiz », ce concert fut un franc succès.

## Vie privée
Elow'n est marié à Maeva Samira, connue sous le pseudonyme Small Madame, depuis 2019. En janvier 2023, le couple accueille leur premier enfant. Elow'n est aussi le père de Jayden, son premier fils.

## Récompenses
| Année | Concours              | Prix/ Récompense                          |
| ----- | --------------------- | ----------------------------------------- |
| 2020  | African Talent Awards | Meilleur rapper                           |
| 2021  | African Talent Awards | Meilleur rapper                           |
| 2021  | AFRIMA                | Award for Best African rapper or lyricist |
| 2022  | Point Blank Prod      | Meilleur Album africain                   |

## Discographie

### Album studio

#### Singles
2024 : Tu connais pas
2022 : Marie Pierre

#### Collaborations
2024 : Elow'n feat Eljay - Avant de partir
2022 : Elow'n - C'est lent feat Lil Jay